# USS Meredith (DD-434)
Эскадренный миноносец «Мередит» (англ. USS Meredith (DD-434)) — американский эсминец типа Gleaves.
Заложен на верфи Boston Navy Yard, 1 июня 1940 года. Спущен 24 апреля 1940 года, вступил в строй 1 марта 1941 года.
15 октября 1942 года потоплен японскими палубными торпедоносцами B5N с авианосца «Дзуйкаку» южнее острова Сан-Кристобаль.
Из ВМС США исключён 2 ноября 1942 года.